# Atentado de Oklahoma City
O Atentado de Oklahoma City foi um ato de terrorismo doméstico perpetrado contra o Edifício Federal Alfred P. Murrah, no centro de Oklahoma City, Oklahoma, Estados Unidos, em 19 de abril de 1995. Orquestrado por Timothy McVeigh e Terry Nichols, dois supremacistas brancos militantes de extrema-direita, o ato ocorreu às 9h02, matou pelo menos 168 pessoas, feriu mais de 680 e destruiu um terço do prédio. A explosão também destruiu ou danificou 324 outros edifícios dentro de um raio de 16 quadras, quebrou vidros em 258 prédios próximos e destruiu ou incendiou 86 veículos, causando danos estimados em 652 milhões de dólares. Os esforços de resgate foram realizados por agências locais, estaduais, federais e internacionais, com doações substanciais recebidas de todo o país. A Agência Federal de Gestão de Emergências (FEMA) ativou onze unidades de sua "Força-Tarefa de Busca e Resgate Urbano", consistindo de 665 equipes que auxiliam em operações de resgate e recuperação. Até os ataques de 11 de setembro de 2001, o atentado de Oklahoma tinha sido o mais mortal ato terrorista na história dos Estados Unidos, mas continua sendo o incidente mais mortífero de terrorismo doméstico do país.
Cerca de 90 minutos após a explosão, McVeigh foi parado pelo policial rodoviário de Oklahoma, Charlie Hanger, por dirigir sem placas, sendo preso por porte ilegal de armas. Evidências forenses ligaram rapidamente McVeigh e Nichols ao ataque; Nichols foi preso, e em poucos dias ambos foram acusados. Michael e Lori Fortier foram posteriormente identificados como cúmplices. McVeigh, um veterano da Guerra do Golfo e um simpatizante do movimento de milícias dos EUA, detonou um caminhão alugado da marca Ryder, cheio de explosivos estacionados em frente ao prédio. Seu coconspirador, Nichols, ajudou na preparação da bomba. Motivado pela sua antipatia pelo governo federal dos EUA e insatisfeito com a forma como lidou com o incidente de Ruby Ridge, em 1992 e o Cerco de Waco em 1993, McVeigh planejou seu ataque para coincidir com o segundo aniversário do incêndio mortal que terminou com o cerco ao composto do Ramo Davidiano,em Waco, Texas.
A investigação oficial, conhecida como "OKBOMB", mostrou que os agentes do FBI realizaram 28 mil entrevistas, acumularam 3,5 mil toneladas de evidências e coletaram quase um bilhão de informações. McVeigh foi julgado e condenado à morte em 1997, e executado por injeção letal em 11 de junho de 2001. Nichols foi condenado à prisão perpétua por um tribunal federal em 1998 e por um tribunal estadual em 2004. Michael e Lori Fortier testemunharam contra McVeigh e Nichols; Michael foi condenado a 12 anos de prisão por não ter advertido o governo dos Estados Unidos, e Lori recebeu imunidade de processo em troca de seu depoimento.
Como resultado do atentado, o Congresso dos EUA aprovou a Lei Antiterrorismo e Pena de Morte Efetiva de 1996, que reforçou os padrões de habeas corpus nos Estados Unidos, bem como a legislação destinada a aumentar a proteção em torno dos prédios federais de futuros ataques terroristas. Em 19 de abril de 2000, o Memorial Nacional de Oklahoma City foi construído no local do Edifício Federal Murrah, em homenagem às vítimas do atentado. Os serviços de lembrança são realizados todos os anos em 19 de abril, no momento da explosão.

## Bombardeio
O plano original de McVeigh era detonar a bomba às 11h, mas na madrugada de 19 de abril de 1995, ele decidiu antecipar o ato para as 9h. Ele portava um envelope contendo páginas de The Turner Diaries - um relato fictício de supremacistas brancos que iniciam uma revolução, explodindo o quartel-general do FBI às 9h15, utilizando um caminhão bomba. McVeigh vestia uma camiseta impressa com o lema da Commonwealth of Virgínia, Sic semper tyrannis ("Assim sempre aos tiranos", segundo a lenda, o que Brutus disse ao assassinar Júlio César, também gritado por John Wilkes Booth, imediatamente após o assassinato de Abraham Lincoln) e "A árvore da liberdade deve ser refrescada de tempos em tempos com o sangue de patriotas e tiranos", de Thomas Jefferson. Em outro envelope, carregava materiais revolucionários, que incluíam um adesivo com o slogan de Thomas Jefferson: "Quando o governo teme o povo, há liberdade. Quando as pessoas temem o governo, há tirania". Por baixo, McVeigh escreveu: "Talvez agora, haverá liberdade!", com uma citação feita à mão por John Locke, afirmando que um homem tem o direito de matar alguém que tira sua liberdade.

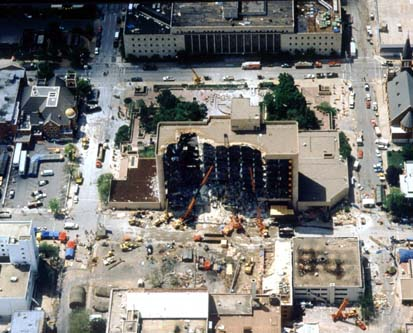
Fotografia aérea do Edifício Federal Alfred P. Murrah após o atentado.

McVeigh entrou em Oklahoma City às 8h50. Às 8h57, a câmera de segurança do lobby do Regency Towers Apartments, que havia registrado a picape de Nichols três dias antes, captou o caminhão Ryder indo em direção ao Murrah Federal Building. No mesmo momento, McVeigh acendeu o fusível de cinco minutos. Três minutos depois, ainda a um quarteirão de distância, ele acendeu o estopim de dois minutos, estacionou o caminhão em uma área de desembarque situada sob a creche do prédio, saiu e trancou o veículo. Enquanto se dirigia para seu carro de fuga, deixou cair as chaves do caminhão, poucos quarteirões de distância.
Às 9h02 da manhã (14h02 UTC), o caminhão Ryder, contendo mais de 2 200 kg (6 400 lbs) de fertilizante de nitrato de amônio, nitrometano e mistura de combustível diesel, detonou em frente ao lado norte do Alfred P. Murrah Federal Building, . Um terço do edifício foi destruído pela explosão, que criou uma cratera de 2,4 metros de largura e 2,4 metros de profundidade na NW 5th Street, ao lado do edifício. Só o vidro quebrado foi responsável por 5% do total de mortes e 69% das lesões, fora do Edifício Federal Murrah. O evento deixou centenas de pessoas desabrigadas e fechou vários escritórios no centro de Oklahoma City. Foi estimado um dano de aproximadamente 652 milhões de dólares.
Os efeitos da explosão foram equivalentes a mais de 5 000 libras (2 300 kg) de TNT, e pode ser ouvido e sentido a até 55 milhas (89 km) de distância. Sismômetros no Omniplex Science Museum, em Oklahoma City, a 6,9 km de distância, e em Norman, Oklahoma, a 25,9 km de distância, registraram a explosão como sendo de aproximadamente 3,0 na escala de magnitude Richter.

## Prisões

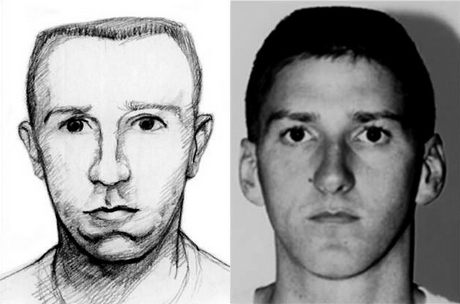
Retrato falado feito pelo FBI (esquerda) e fotografia de McVeigh (direita).

Inicialmente, o FBI tinha três hipóteses sobre a responsabilidade pelo atentado: terroristas internacionais, possivelmente o mesmo grupo que realizou o atentado ao World Trade Center; um cartel de drogas, realizando um ato de vingança contra agentes da DEA, no escritório que o departamento tinha no prédio; radicais antigovernamentais que tentavam iniciar uma rebelião contra o governo federal.
McVeigh foi preso dentro de 90 minutos após a explosão, enquanto viajava para o norte pela Interstate 35, perto de Perry em Noble County, Oklahoma. O policial do estado de Oklahoma, Charlie Hanger parou McVeigh por dirigir seu Mercury Marquis amarelo 1977 sem uma placa de licença, e prendeu-o por ter uma arma escondida. Como seu endereço, McVeigh alegou falsamente que residia na casa do irmão de Terry Nichols, James, em Michigan. Depois de enviar McVeigh para prisão, Hanger vasculhou seu carro de polícia e encontrou um cartão de visita escondido por McVeigh, enquanto ele estava algemado. Escrito no verso do cartão, que era de uma loja de excedentes militares de Wisconsin, estavam as palavras "TNT a 5 dólares por palito. Precisa de mais". O cartão foi usado mais tarde como prova durante o julgamento de McVeigh.
Ao investigar o registro do veículo a partir de um eixo do caminhão usado na explosão e dos remanescentes da placa, os agentes federais conseguiram vincular o caminhão a uma agência de locação específica da Ryder em Junction City, Kansas. Usando um esboço criado com a ajuda de Eldon Elliot, proprietário da agência, os agentes foram capazes de implicar McVeigh no bombardeio. McVeigh também foi identificado por Lea McGown do Dreamland Motel, que se lembrou dele estacionando um grande caminhão Ryder amarelo no estacionamento; McVeigh tinha assinado sob o seu nome real no motel, usando um endereço que combinava com o da sua licença forjada e a folha de acusação na Perry Police Station.Antes de assinar seu nome real no motel, McVeigh usou nomes falsos para suas transações. No entanto, McGown observou: "As pessoas estão tão acostumadas a assinar seu próprio nome que, quando vão assinar um nome falso, quase sempre vão escrever, e então olham para cima por um momento, como se lembrassem do novo nome que querem usar. Isso é o que [McVeigh] fez, e quando ele olhou para cima eu comecei a falar com ele, e isso o entregou”.
Depois de uma audiência em 21 de abril de 1995, sobre as acusações de porte de armas, mas antes da soltura de McVeigh, agentes federais o levaram sob custódia enquanto continuavam a investigar o atentado. Em vez de conversar com os investigadores sobre o atentado, McVeigh exigiu um advogado. Tendo sido avisado pela chegada de policiais e helicópteros que um suspeito estava dentro, uma multidão inquieta começou a se reunir do lado de fora da prisão. Enquanto os pedidos de McVeigh por um colete à prova de balas ou transporte por helicóptero foram negados, as autoridades usaram um helicóptero para transportá-lo de Perry para Oklahoma City.

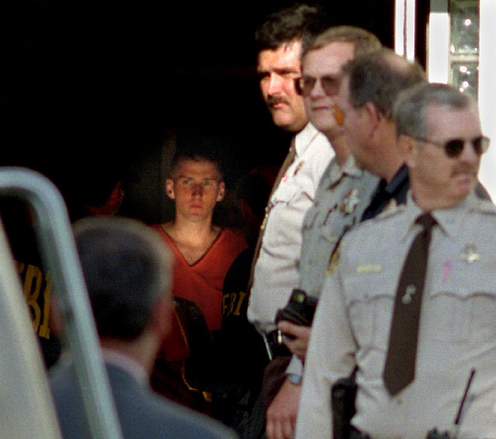
McVeigh ao sair do seu julgamento em 21 de abril de 1995.

Agentes federais obtiveram um mandado de busca na casa do pai de McVeigh, Bill, após o que arrombaram a porta e ligaram a casa e o telefone com aparelhos de escuta. Os investigadores do FBI usaram as informações resultantes obtidas, juntamente com o endereço falso que McVeigh estava usando, para começar sua busca pelos irmãos Nichols, Terry e James. Em 21 de abril de 1995, Terry Nichols soube que ele estava sendo caçado e se entregou. Investigadores descobriram evidências incriminatórias em sua casa: nitrato de amônia e detonadores, a furadeira elétrica usada para perfurar as fechaduras na pedreira, livros sobre fabricação de bombas, uma cópia de Hunter (um romance de 1989 de William Luther Pierce, fundador e presidente da Aliança Nacional, um grupo nacionalista branco) e um mapa desenhado à mão do centro de Oklahoma City, no qual o Edifício Murrah e o local onde o carro de fuga de McVeigh estava escondido estavam marcados. Após um interrogatório de nove horas, Terry Nichols foi formalmente detido sob custódia federal até o julgamento. Em 25 de abril de 1995, James Nichols também foi preso, mas foi libertado após 32 dias devido à falta de provas. A irmã de McVeigh, Jennifer, foi acusada de enviar balas ilegalmente para McVeigh, mas ela recebeu imunidade em troca de testemunhar contra ele.
Ibrahim Ahmad, um jordaniano-americano que viajava de sua casa em Oklahoma City para visitar a família na Jordânia, em 19 de abril de 1995, também foi preso no que foi descrito como um "arrastão inicial". Havia preocupação de que terroristas do Oriente Médio pudessem estar por trás do ataque. Outras investigações tiraram Ahmad de qualquer envolvimento no bombardeio.

## Julgamentos e condenação dos conspiradores

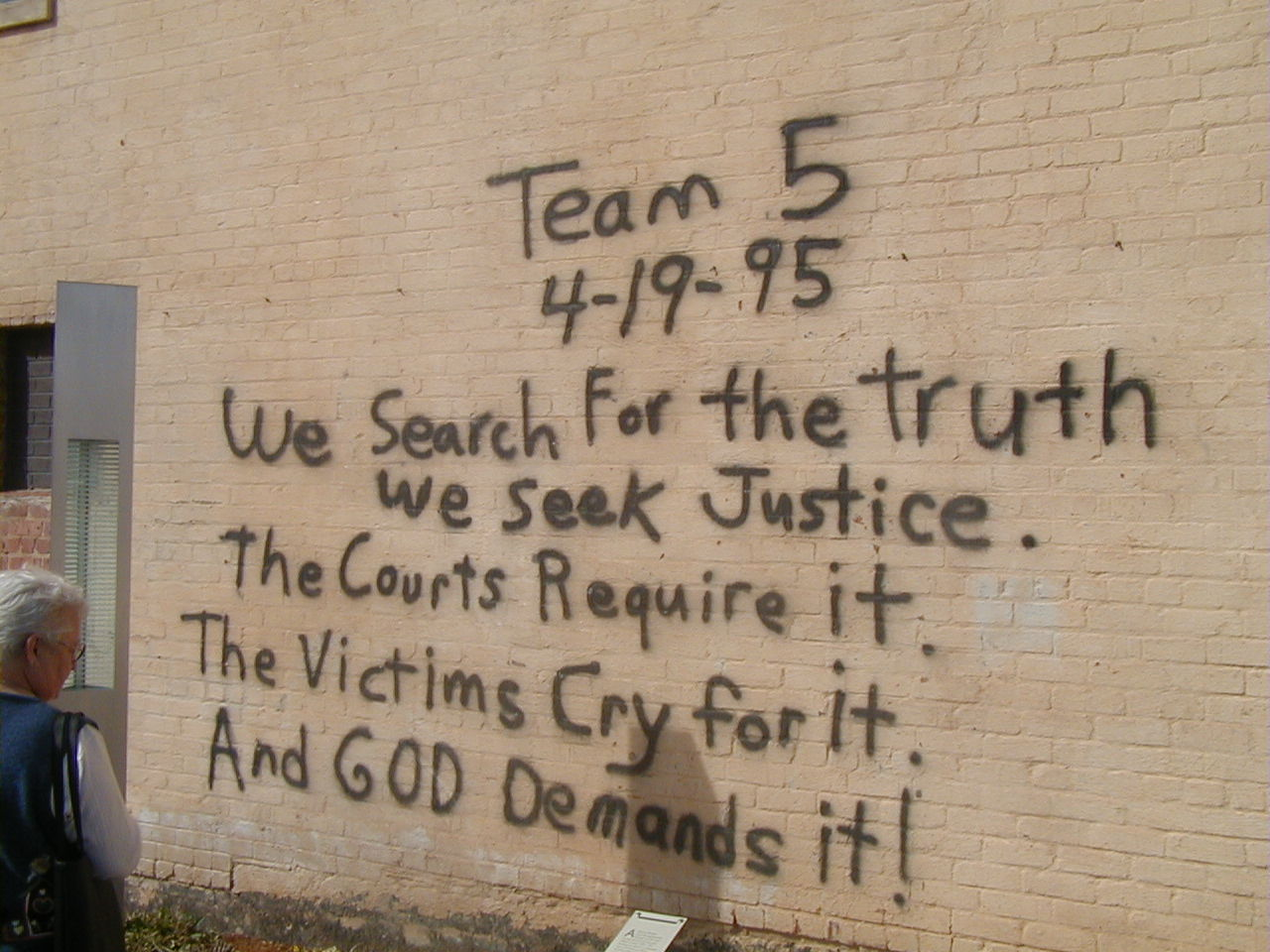
Homenagem do time de regatistas n.º 5 às vítimas do atentado.

O Federal Bureau of Investigation (FBI) liderou a investigação oficial, conhecida como OKBOMB, com Weldon L. Kennedy atuando como agente especial encarregado. Kennedy supervisionou 900 agentes policiais federais, estaduais e locais, incluindo 300 agentes do FBI, 200 oficiais da Departamento de Polícia de Oklahoma City, 125 membros da Guarda Nacional de Oklahoma e 55 oficiais do Departamento de Segurança Pública de Oklahoma. A força-tarefa do crime foi considerada a maior desde a investigação do assassinato de John F. Kennedy. O OKBOMB foi o maior caso criminal na história da América, com agentes do FBI realizando 28 000 entrevistas, acumulando 3,5 toneladas curtas (3,2 t) de evidências e coletando quase um bilhão de informações.
O Juiz Federal Richard Paul Matsch, ordenou que o local do julgamento fosse transferido de Oklahoma City para Denver, Colorado, citando que os acusados seriam incapazes de receber um julgamento justo em Oklahoma. A investigação levou a julgamentos e condenações separados de McVeigh, Nichols e Fortier.

### Timothy McVeigh
As declarações de abertura no julgamento de McVeigh começaram em 24 de abril de 1997. Os Estados Unidos foram representados por uma equipe de promotores liderada por Joseph Hartzler. Em sua declaração de abertura, Hartzler descreveu as motivações de McVeigh e as evidências contra ele. McVeigh, disse ele, desenvolveu um ódio ao governo durante seu tempo no exército, depois de ler The Turner Diaries. Suas crenças eram apoiadas pelo que ele via como a oposição ideológica da milícia ao aumento de impostos e à passagem de Brady Bill, e foram ainda reforçadas pelos incidentes de Waco e Ruby Ridge. A acusação chamou 137 testemunhas, incluindo Michael Fortier e sua esposa Lori, e a irmã de McVeigh, Jennifer McVeigh, todas as quais testemunharam para confirmar o ódio de McVeigh ao governo e seu desejo de tomar uma ação militante contra ele. Ambos os Fortiers testemunharam que McVeigh havia dito a eles de seus planos de bombardear o Edifício Federal Alfred P. Murrah. Michael revelou que McVeigh tinha escolhido a data, e Lori testemunhou que ela criou o cartão de identificação falso que McVeigh usou para alugar o caminhão Ryder.
McVeigh foi representado por uma equipe de defesa dos seis principais advogados liderados por Stephen Jones. De acordo com o professor de direito Douglas O. Linder, McVeigh queria que Jones apresentasse uma "defesa de necessidade" - que argumentaria que ele estava em "perigo iminente" do governo (que seu bombardeio pretendia evitar crimes futuros pelo governo, como os incidentes de Waco e Ruby Ridge). McVeigh argumentou que "iminente" não significa "imediato": "Se um cometa está correndo em direção à Terra, e está fora da órbita de Plutão, não é uma ameaça imediata à Terra, mas é uma ameaça iminente". Apesar dos desejos de McVeigh, Jones tentou desacreditar o caso da acusação em uma tentativa de instilar uma dúvida razoável. Jones também acreditava que McVeigh era parte de uma conspiração maior, e procurou apresentá-lo como um "bode expiatório". Depois de uma audiência, o juiz Matsch determinou independentemente que as evidências a respeito de uma conspiração maior eram demasiado insubstanciais para serem admissíveis. Além de argumentar que o bombardeio não poderia ter sido realizado apenas por dois homens, Jones também tentou criar dúvidas razoáveis argumentando que ninguém havia visto McVeigh perto da cena do crime, e que a investigação sobre o atentado a bomba durou apenas duas semanas. Jones apresentou 25 testemunhas durante um período de uma semana, incluindo o Dr. Frederic Whitehurst. Embora Whitehurst tenha descrito a investigação do FBI sobre o local do bombardeio e o manuseio de outras evidências importantes como desleixada, ele não conseguiu apontar nenhuma evidência direta de que elas foram manipuladas. 
O júri deliberou por 23 horas. Em 2 de junho de 1997, McVeigh foi considerado culpado por 11 acusações de assassinato e conspiração. Embora a defesa tenha defendido uma sentença reduzida de prisão perpétua, McVeigh foi condenado à morte. Em maio de 2001, o Departamento de Justiça anunciou que o FBI erroneamente não forneceu mais de 3 000 documentos ao advogado de defesa de McVeigh. O Departamento de Justiça também anunciou que a execução seria adiada por um mês para a defesa revisar os documentos. Em 6 de junho, o juiz federal Richard Paul Matsch determinou que os documentos não provariam a inocência de McVeigh e ordenou que a execução prosseguisse. Depois que o presidente George W. Bush aprovou a execução (McVeigh era um preso federal e a lei federal dita que o presidente deve aprovar a execução de prisioneiros federais), ele foi executado por injeção letal no Complexo Penitenciário Federal, Terre Haute em Terre Haute, Indiana, em 11 de junho de 2001. A execução foi transmitida em circuito fechado de televisão para que os parentes das vítimas pudessem testemunhar sua morte. a execução de McVeigh foi a primeira execução federal em 38 anos.

### Terry Nichols
Nichols foi julgado duas vezes. Ele foi julgado pela primeira vez pelo governo federal em 1997 e considerado culpado de conspirar para construir uma arma de destruição em massa e de oito acusações de homicídio involuntário de oficiais federais. Depois de ter sido condenado em 4 de junho de 1998 a prisão perpétua sem liberdade condicional, o Estado de Oklahoma solicitou em 2000 uma condenação à pena de morte em 161 acusações de homicídio em primeiro grau (160 vítimas civis e um feto). Em 26 de maio de 2004, o júri considerou-o culpado de todas as acusações, mas houve impasse sobre a questão de condená-lo à morte. O juiz presidente Steven W. Taylor determinou a sentença de 161 penas consecutivas de prisão perpétua sem a possibilidade de liberdade condicional. Em março de 2005, investigadores do FBI, seguindo uma dica, vasculharam um espaço enterrado na antiga casa de Nichols e encontraram explosivos adicionais perdidos na busca preliminar depois que Nichols foi preso. 

### Michael e Lori Fortier
Michael e Lori Fortier foram considerados cúmplices por sua presciência do planejamento do bombardeio. Além de Michael ajudar McVeigh a explorar o prédio federal, Lori ajudou McVeigh a laminar uma carteira de motorista falsa que depois foi usada para alugar o caminhão Ryder. Fortier concordou em testemunhar contra McVeigh e Nichols em troca de uma sentença reduzida e imunidade para sua esposa. Ele foi condenado em 27 de maio de 1998 a 12 anos de prisão e multado em 75 mil de dólares por não alertar as autoridades sobre o ataque. Em 20 de janeiro de 2006, depois de cumprir dez anos e meio de sua sentença, incluindo o tempo já cumprido, Fortier foi liberado por bom comportamento no Programa de Proteção a Testemunhas e recebeu uma nova identidade.

### Outros
Nenhum "John Doe # 2" foi identificado, nada foi conclusivo sobre o dono de uma perna esquerda encontrada após o atentado, e o governo nunca investigou abertamente alguém em conjunto com o atentado. Embora as equipes de defesa nos julgamentos de McVeigh e Nichols tenham sugerido que outras pessoas estavam envolvidas, o juiz Steven W. Taylor não encontrou evidência credível, relevante ou legalmente admissível, de qualquer outra pessoa além de McVeigh e Nichols terem participado diretamente do atentado. Quando McVeigh foi perguntado se havia outros conspiradores no bombardeio, ele respondeu: "Você não pode lidar com a verdade! Porque a verdade é que eu explodi o Edifício Murrah, e não é meio assustador que um homem possa causar esse tipo de inferno?". Na manhã da execução de McVeigh, foi publicada uma carta na qual ele escreveu: "Para aqueles teóricos da conspiração obstinados que se recusam a acreditar nisso, eu viro a mesa e digo: mostre-me onde eu precisava de mais alguém. Financiamento? Logística? Habilidades tecnológicas especializadas? inteligência? Estratégia? ... Mostre-me onde eu precisava de um misterioso e sombrio 'Mr. X'!".